# Cuộc tập trận quân sự của Trung Quốc quanh Đài Loan 2023
Cuộc tập trận quân sự của Trung Quốc quanh Đài Loan năm 2023 (giản thể: 2023年环台军事演练; phồn thể: 2023年環台軍事演練) là một loạt các cuộc tập trận quân sự được thực hiện bởi Quân Giải phóng Nhân dân Trung Quốc (PLA) của Cộng hòa Nhân dân Trung Hoa (PRC, Trung Quốc) vây quanh Trung Hoa Dân Quốc (ROC, Đài Loan). Vào ngày 8 tháng 4 năm 2023, PLA đã đưa ra tuyên bố bắt đầu "các cuộc tuần tra sẵn sàng chiến đấu" và điều động hàng chục máy bay chiến đấu cùng một số tàu chiến đến khu vực Đài Loan. Cuộc tập trận diễn ra nhằm đáp trả hành động gặp gỡ giữa Tổng thống Đài Loan Thái Anh Văn với Chủ tịch Hạ viện Hoa Kỳ Kevin McCarthy.
Vào ngày 4 tháng 3 năm 2023, McCarthy đã đưa ra thông báo về kế hoạch gặp gỡ với bà Thái dự kiến vào tháng 4. Đáp lại, PLA đã đưa ra đe dọa đối với chính phủ Đài Loan. Đến hôm 4 tháng 4, Thái Văn Anh đã đặt chân đến Hoa Kỳ và gặp gỡ các nhà lập pháp, bao gồm McCarthy. Để đáp trả, bốn hôm sau, PLA đã điều động hàng chục máy bay và nhiều tàu chiến đến vùng biển xung quanh Đài Loan.

## Bối cảnh

### Tập trận quân sự 2022
Vào ngày 2 tháng 8 năm 2022, Chủ tịch Hạ viện Hoa Kỳ lúc bấy giờ là Nancy Pelosi đã đến thăm Đài Loan và có cuộc gặp gỡ với bà Thái Anh Văn. Đáp trả hành động này, Quân Giải phóng Nhân dân Trung Quốc đã tổ chức hàng loạt các cuộc tập trận quân sự vây quanh Đài Loan bao gồm việc bắn đạn thật, xuất kích trên không, triển khai hải quân và phóng tên lửa đạn đạo. Ngay sau đó, chính phủ Đài Loan cũng thông báo sẽ tổ chức nhiều cuộc tập trận bắn đạn thật ở huyện Bình Đông, huyện tận cùng phía nam của hòn đảo. Trong cuộc tập trận ở quần đảo Mã Tổ, pháo sáng do quân đội Đài Loan bắn đã gây cháy. Đến hôm 10 tháng 8 năm 2022,  Chiến khu Đông Bộ Quân Giải phóng Nhân dân Trung Quốc đã tuyên bố chấm dứt các cuộc tập trận sau khi "hoàn thành xuất sắc nhiệm vụ và kiểm tra hiệu quả khả năng chiến đấu tổng hợp của quân đội".

### Chuyến thăm Hoa Kỳ của bà Thái Anh Văn

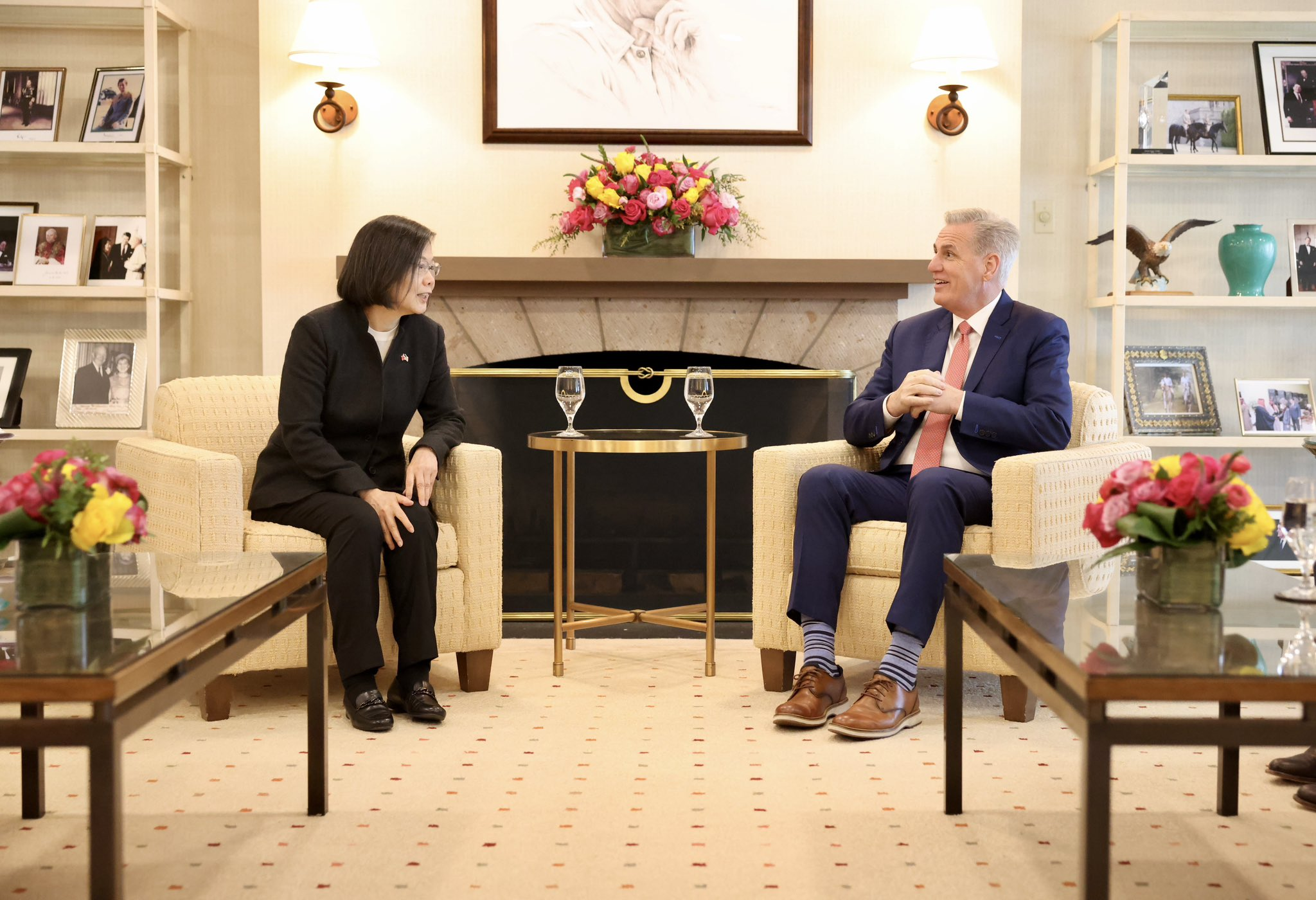
Chủ tịch Hạ viện McCarthy và Tổng thống Đài Loan Thái Anh Văn vào tháng 4 năm 2023

Hôm 4 tháng 3 năm 2023, Chủ tịch Hạ viện Hoa Kỳ Kevin McCarthy đưa ra thông báo về việc bản thân đã lên kế hoạch gặp gỡ Tổng thống Đài Loan Thái Anh Văn tại Hoa Kỳ. Ngay sau khi thông báo được phát ra, PLA đã đe dọa sẽ có hành động nghiêm khắc chống lại bà Thái nếu như gặp gỡ McCarthy.
Bất chấp đe dọa, bà Thái vẫn có chuyến công du đến Hoa Kỳ vào ngày 5 tháng 4 để gặp gỡ McCarthy cùng nhiều nhà lập pháp khác ở Hoa Kỳ. Cuộc gặp diễn ra tại Thư viện Tổng thống Ronald Reagan.
Vài giờ sau cuộc gặp gỡ, một phái đoàn bao gồm đại diện Michael McCaul, Chủ tịch Ủy ban Đối ngoại Hoa Kỳ đã đến Đài Bắc trong chuyến thăm nước ngoài lần thứ ba. Trong thời gian dừng chân, McCaul đã đưa ra phát ngôn: "Hôm nay chúng tôi đứng tại đây không phải với tư cách Đảng viên Đảng Cộng hòa hay Đảng Dân chủ mà với tư cách một người Mỹ ủng hộ mạnh mẽ Đài Loan. Sau đó, ông này còn đã so sánh Tổng Bí thư Đảng Cộng sản Trung Quốc Tập Cận Bình với Adolf Hitler, một phát ngôn gây tranh cãi. Đáp trả điều này, Đảng Cộng sản Trung Quốc (CCP) đã cho ra lệnh trừng phạt đối với McCaul.

## Diễn tập quân sự
Hôm 8 tháng 4 năm 2023, PLA tuyên bố bắt đầu ba ngày "tuần tra sẵn sàng chiến đấu" (战备警巡) bao quanh Đài Loan và đặt tên cho cuộc tập trận là "Liên Hợp Lợi Kiếm" (联合利剑). Cùng thời điểm đó, truyền thông nhà nước Trung Quốc đã công bố một đoạn video đề cập đến một số khí tài sẽ được sử dụng để tập trận, bao gồm tên lửa của PLA, tàu khu trục hộ tống, tàu lên lửa, J-series của không quân, máy bay ném bom chiến đấu, máy bay tác chiến điện tử và tàu chở dầu trên không.

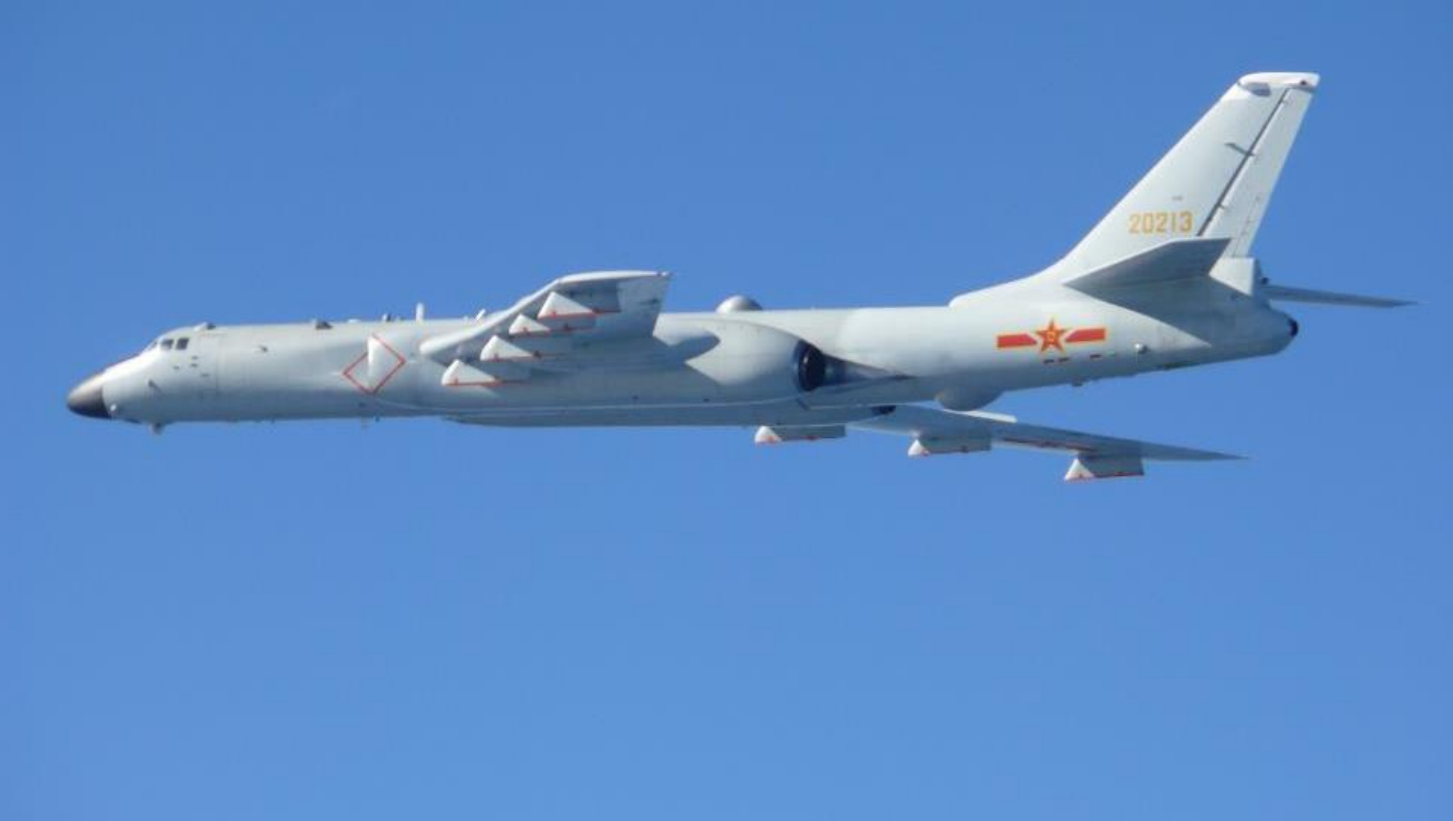
Máy bay ném bom Xian H-6, (ảnh được chụp phát hiện vào năm 2022) được phát hiện bay qua vùng trời Đài Loan trong thời gian tập trận.

Sau thông báo, quân đội đã điều động một số tàu chiến và hàng chục máy bay, bao gồm cả máy bay ném bom Sukhoi Su-30 và máy bay ném bom Xian H-6, tới Đài Loan. Theo Bộ Quốc phòng Đài Loan, khoảng 71 máy bay quân sự Trung Quốc đã vượt qua đường trung tuyến của eo biển Đài Loan. PLA sau đó thông báo về cuộc tập trận bắn đạn thật trên vùng biển gần đảo Bình Đàm. Đài Loan ngay sau đó cũng đã công bố bản đồ đường bay của 4 máy bay chiến đấu J-15 của Trung Quốc tới phía đông hòn đảo, thứ các nhà phân tích cho rằng có khả năng là từ tàu sân bay Sơn Đông đang tham gia cuộc tập trận.
Đến ngày 9 tháng 4 năm 2023, máy bay chiến đấu và tàu chiến của Trung Quốc đã mô phỏng các cuộc tấn công vào Đài Loan cũng như mô phỏng việc bao vây hòn đảo này, khiến Đài Loan phải triển khai tàu chiến của mình, dẫn đến nhiều cuộc đối đầu giữa hải quân hai nước. Để đáp trả, hôm ngày 10 tháng 4, Hải quân Hoa Kỳ đã cử một tàu chiến tới Biển Đông. Cùng ngày, Trung Quốc tuyên bố kết thúc cuộc tập trận ban đầu nhưng tuyên bố sẽ tiếp tục huấn luyện chiến đấu quanh Đài Loan.

## Phản ứng
Người phát ngôn chính phủ Nga Dmitry Peskov tuyên bố trong một bài ghi âm gửi Telegram rằng Trung Quốc có "quyền đáp trả" trước "những hành động khiêu khích" chống lại nước này. Trong khi đó, Liên minh châu Âu (EU) bày tỏ quan ngại về việc "tăng cường" hoạt động quân sự xung quanh Đài Loan, tuyên bố rằng không nên thay đổi đơn phương hiện trạng hoặc bằng vũ lực và kêu gọi các bên kiềm chế.
Vào khoảng tháng 7, trước thềm Đài Loan xúc tiến diễn tập quân sự thường niên thì Trung Quốc cũng được cho là có nhiều cuộc diễn tập quân sự nhỏ lẻ. Hôm 13 tháng 7, Hạm đội 7 Hải quân Hoa Kỳ cũng đã cử một máy bay trinh sát và tuần tra hàng hải P-8A Poseidon đến khu vực eo biển Đài Loan. Ngay sau đó, Trung Quốc cũng đã cử chiến đấu cơ bay theo theo dõi và cảnh báo Hoa Kỳ.